# Граматиковска кула
Граматиковската кула (на гръцки: Πύργος Γραμματικού) е средновековно отбранително съоръжение, разположено в село Долно Граматиково (Като Граматико), в северозападните склонове на планината Каракамен, на 30 km от град Воден, Северна Гърция.

## История
Кулата е построена вероятно в ранната османска епоха, някъде в XV – XVII век. Възможно е и да е построена в късновизантийския период като наблюдателна кула, която по-късно е превърната в жилищна. Има почти квадратна форма с размери 6,50 на 6,00 m и в оригиналния си вид е имала три етажа, от които са запазени два. Служила е като жилищна кула, а по-късно и като затвор.
В 2002 година кулата е обявена за паметник на културата.